# Dina Manfredini
Dina Manfredini, född 4 april 1897 i Pievepelago, Emilia-Romagna, Italien, död 17 december 2012 i Johnston, Iowa, USA, var en italiensk-amerikansk kvinna som var världens äldsta levande människa från Besse Coopers död 4 december 2012 till sin död vid en ålder av 115 år och 257 dagar 13 dagar senare då japanen Jiroemon Kimura, som var 15 dagar yngre, blev världens äldsta levande person.